# Бъртън Руше
Бъртън Руше (на английски: Berton Roueché) (16 април 1910 г. - 20 април 1994 г.) е американски писател, пишещ на медицинска тематика за списание „Ню Йоркър“ почти 50 години.
Написал е 20 книги, измежду които са „Единайсет сини мъже“ (1954), „Нелечимата рана“ (1958), „Подивял“ (1974) и „Медицинските детективи“ (1980). Статия, която той написва за „Ню Йоркър“, е превърната във филма „По-голям от живота“ от 1956 г., а много от медицинските загадки в сериала „Д-р Хаус“ са вдъхновени от трудовете на Руше.

## Творчество
Автор
- Black Weather (1945) (известна и като Rooming House)
- Greener Grass (1948)
- Phone Call
- The Delectable Mountains (1953)
- Eleven Blue Men, and Other Narratives of Medical Detection (1954)
- Annals of Medical Detection (Eleven Blue Men - Alternative Title) (1954)
- The Last Enemy (1956)
- The Incurable Wound and Further Narratives of Medical Detection (1958)
- The Neutral Spirit: a Portrait of Alcohol (1960)
- A Man Named Hoffman and Other Narratives of Medical Detection (1966)
- Annals of Epidemiology (1967)
- What's Left (1968)
- The Orange Man and Other Narratives of Medical Detection (1971)
- Feral (1974) (тиражирана и като The Cats)
- Desert and plain, the mountains and the river: A celebration of rural America (1975)
- Fago (1977)
- The River World and Other Explorations (1978)
- The Medical Detectives (1980)
- Special Places: In Search of Small Town America (1982)
- The Medical Detectives II (1984)
- Sea to Shining Sea: People, Travels, Places (1987)
- The Man Who Grew Two Breasts: And Other True Tales of Medical Detection (1996)

Редактор
- Curiosities of Medicine: An assembly of medical diversions, 1552–1962 (1963)
- Handbook for World Travelers: Field Guide to Disease (1967)